# Joseph Anthony Farrell
Joseph Anthony Farrell (* 15. September 1955 in Augusta) ist ein US-amerikanischer Altphilologe.

## Leben
Er erwarb 1977 den A.B. am Bowdoin College in Classics und 1983 den Ph.D. an der University of North Carolina at Chapel Hill in Classics bei Agnes Kirsopp Lake Michels. Seit 1998 lehrt er als Professor of Classical Studies an der University of Pennsylvania.
In seiner Forschung beschäftigt sich Farrell vor allem mit lateinischer Literatur, insbesondere der Poesie und Kultur der republikanischen und augusteischen Zeit.

## Schriften (Auswahl)
- Vergil’s Georgics and the traditions of ancient epic. The art of allusion in literary history. Oxford 1991, ISBN 0-19-506706-1.
- Latin language and Latin culture from ancient to modern times. Cambridge 2001, ISBN 0-521-77223-0.
- als Herausgeber mit Damien P. Nelis: Augustan poetry and the Roman Republic. Oxford 2013, ISBN 0-19-958722-1.
- als Herausgeber mit Michael Putnam: A companion to Vergil’s Aeneid and its tradition. Chichester 2014, ISBN 1-118-78512-6.